# St. Martinus (Westerholt)

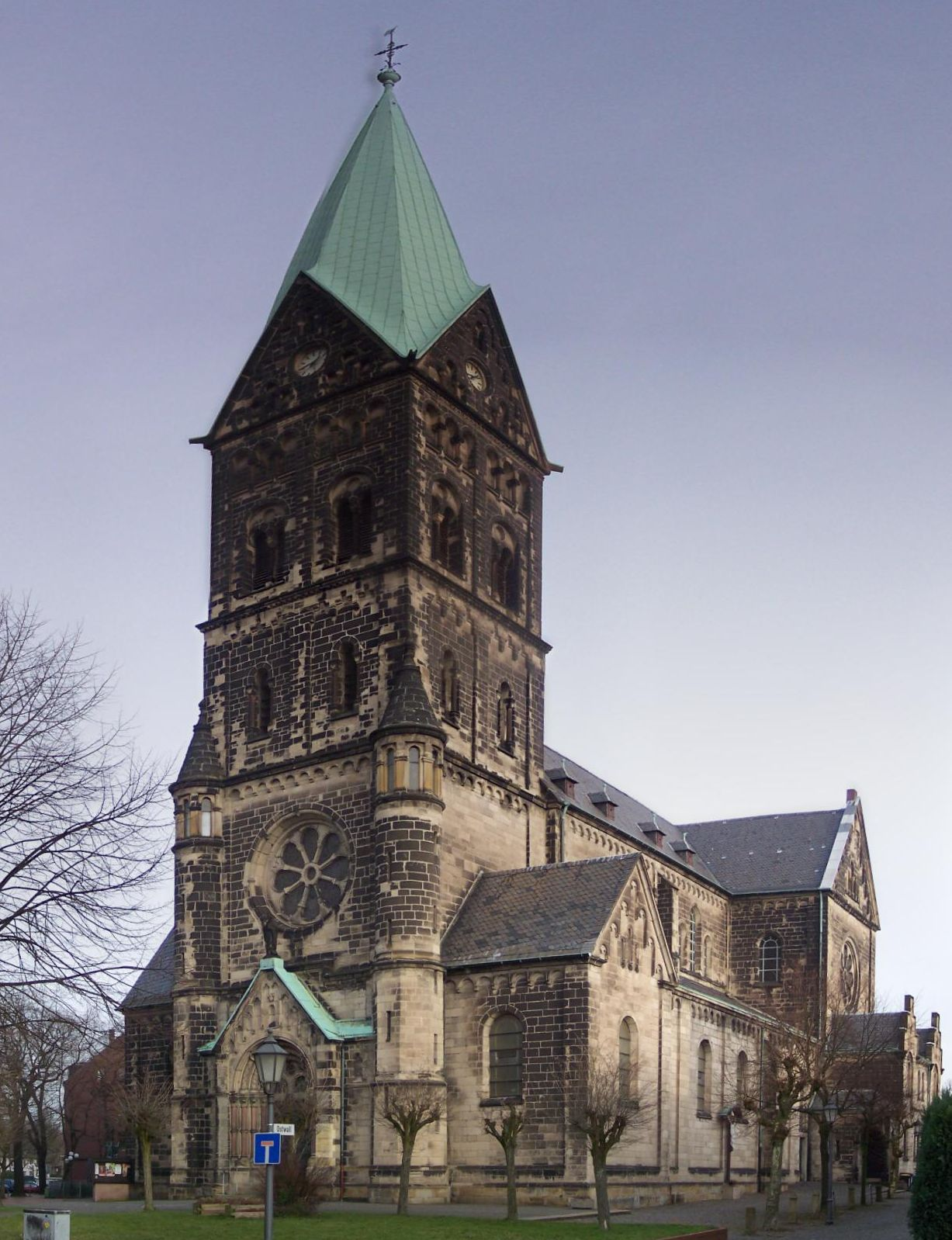
Pfarrkirche St. Martinus

Die katholische Pfarrkirche St. Martinus ist ein denkmalgeschütztes Kirchengebäude in der Schloßstraße 24 in Westerholt, einem Stadtteil von Herten im Kreis Recklinghausen (Nordrhein-Westfalen).

## Geschichte und Architektur

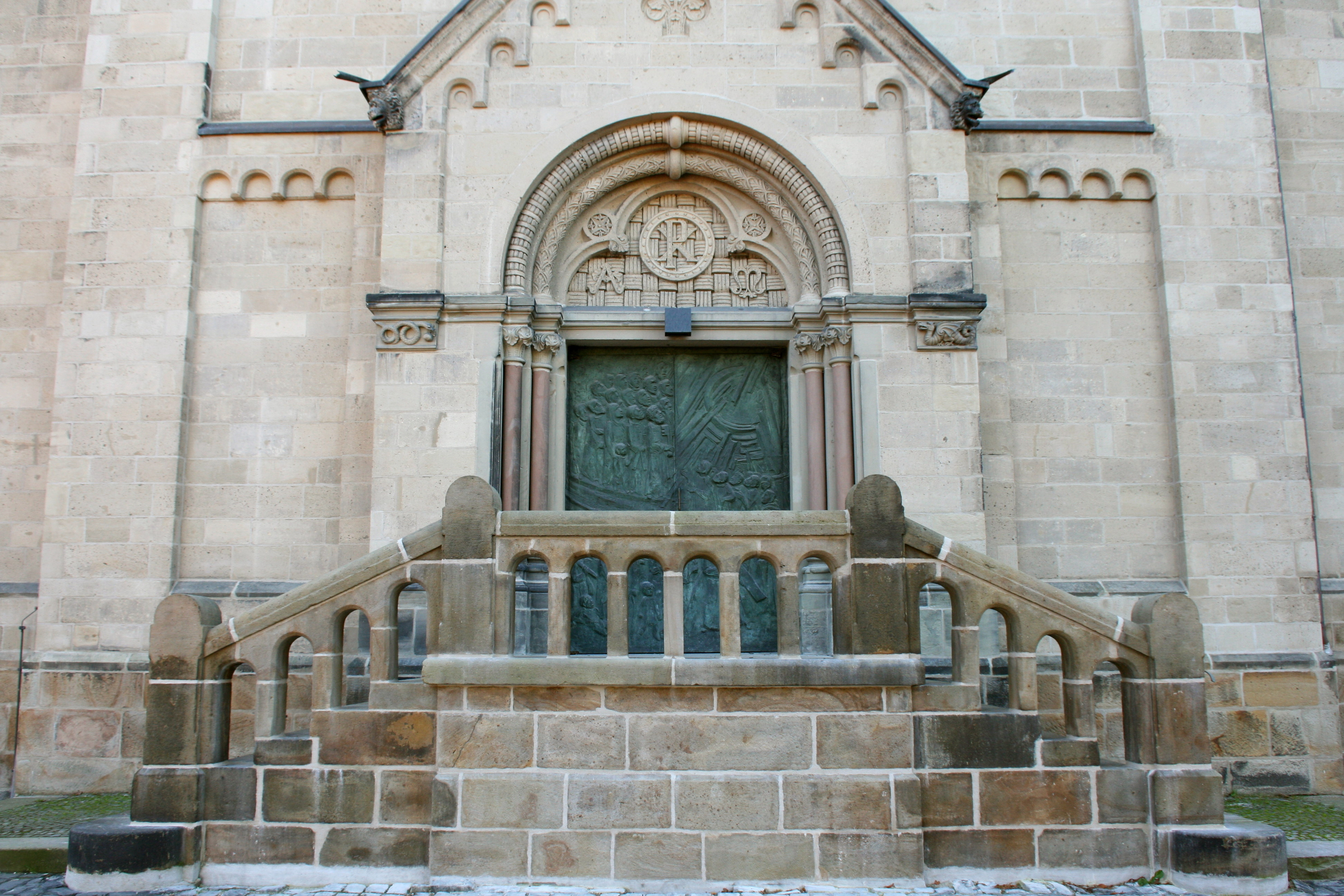
Portal von St. Martinus

Die Basilika wurde von 1901 bis 1903 von Aloys Kersting in Formen der rheinischen Spätromantik geschaffen. Der hohe Turm steht westlich, das Querhaus springt nur wenig vor und der Staffelchor schließt apsidial. Der Turm und die Querhausfronten sind reich durch Radfenster gegliedert. Die Hauptapsis ist durch kleinere Rundfenster mit Fünfpässen gegliedert. Die Stufenportale sind mit eingestellten Säulen und Archivolten geschmückt. Die große Sakristei ist mit Stufengiebeln ausgestattet. Der Innenraum ist ein gebundenes System mit Stützenwechseln, die Zwischensäulen sind aus schwarzem Granit und mit aufwendig verzierten Würfelkapitellen verziert. Auffällig sind das Blendtriforium und die gestaffelten Rundbogenfenster. Das Kreuzrippengewölbe ruht auf breiten Vorlagen mit Diensten, die Vierung ist überkuppelt. Die Loge der Grafen von Westerholt steht im Südquerarm. Die figürliche Ausmalung des Raumes in kräftigen Farben wurde von 1928 bis 1930 von Bernhard Gauer vorgenommen und von 1969 bis 1978 restauriert. Die mit 1903 bezeichneten Bleiglasfenster wurden von Wilhelm Derix nach einem Entwurf von Friedrich Stummel hergestellt.

## Ausstattung

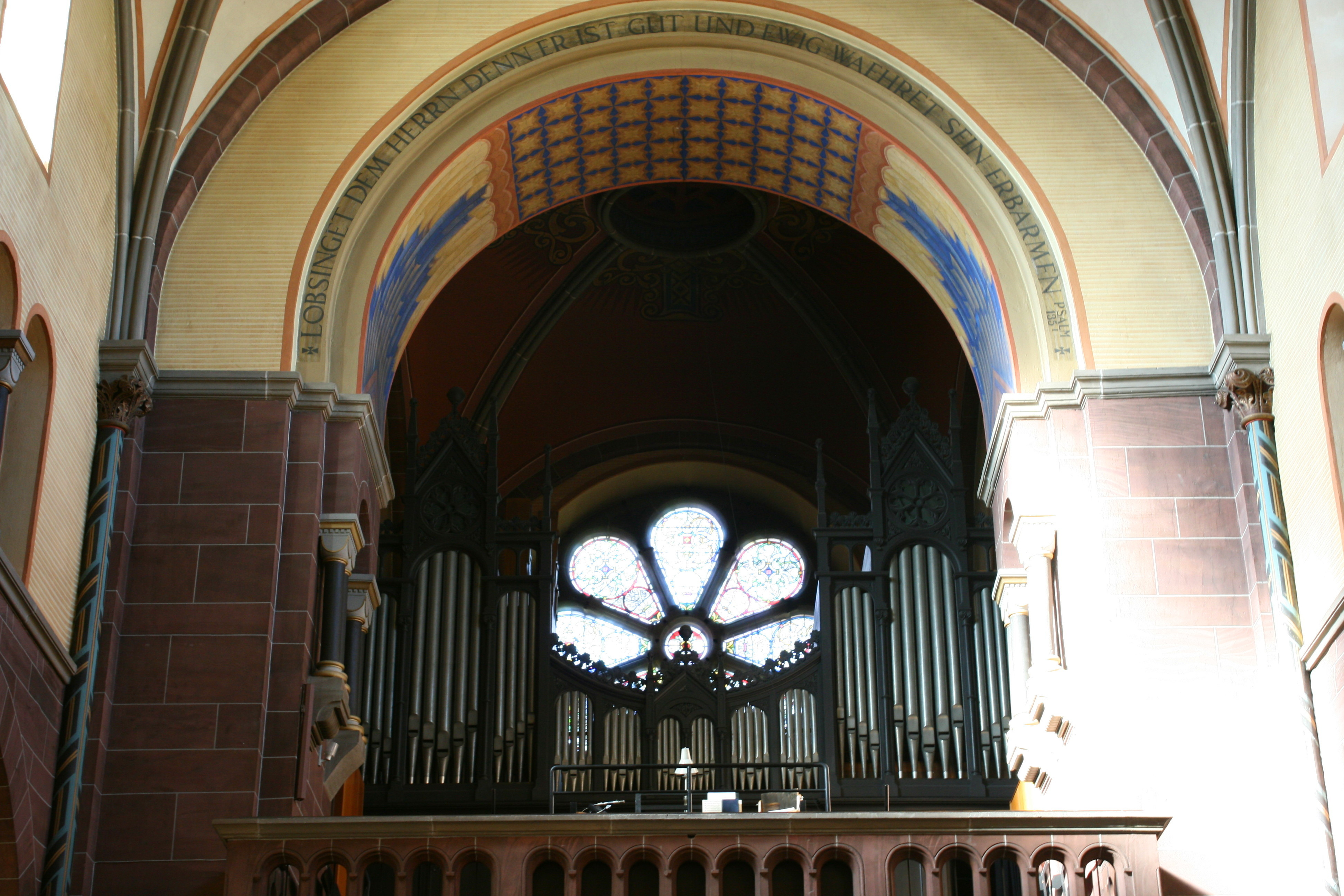
Blick auf die Orgel

- Der geschnitzte Flügelaltar mit Szenen aus dem Leben Christi wurde 1908 nach dem Entwurf eines Herrn Witte angefertigt.
- Die Kanzel mit Bronzereliefs aus dem Leben des hl. Martin wurde 1923 von Falger gebaut.
- Die Madonna aus Holz stammt aus der ersten Hälfte des 16. Jahrhunderts.

Die Orgel wurde 1909 von den Gebrüdern Breil (Dorsten) erbaut. Umbauten erfolgten in den 1970er Jahren durch Franz Breil (Dorsten) und 1988 durch Orgelbau Speith (Rietberg). Im Jahr 2001 fand eine umfassende klangliche Überarbeitung statt durch Karl Schuke (Berlin). Das Instrument hat 37 Register auf drei Manualwerken und Pedal.
| I Positiv C–g3 |              |        |
| 1.             | Gedackt      | 8‘     |
| 2.             | Prinzipal    | 4‘     |
| 3.             | Traversflöte | 4‘     |
| 4.             | Schwiegel    | 2‘     |
| 5.             | Nasard       | 1 1/3‘ |
| 6.             | Zimbel III   |        |
| 7.             | Krummhorn    | 8‘     |
|                | Tremulant    |        |

| II Schwellwerk C–g3 |                 |     |
| 8.                  | Geigenprinzipal | 08‘ |
| 9.                  | Hohlflöte       | 08‘ |
| 10.                 | Salicional      | 08‘ |
| 11.                 | Schwebung       | 08‘ |
| 12.                 | Prinzipal       | 04‘ |
| 13.                 | Flöte           | 04‘ |
| 14.                 | Oktave          | 02‘ |
| 15.                 | Sesquialtera II |     |
| 16.                 | Scharff IV      |     |
| 17.                 | Fagott          | 16‘ |
| 18.                 | Oboe            | 08‘ |
|                     | Tremulant       |     |

| III Hauptwerk C–g3 |                |         |
| 19.                | Bordun         | 16‘     |
| 20.                | Prinzipal      | 08‘     |
| 21.                | Flaut Major    | 08‘     |
| 22.                | Gemshorn       | 08‘     |
| 23.                | Oktave         | 04‘     |
| 24.                | Rohrflöte      | 04‘     |
| 25.                | Quinte         | 02 2/3‘ |
| 26.                | Superoktave    | 02‘     |
| 27.                | Cornett II-III |         |
| 28.                | Mixtur IV-V    |         |
| 29.                | Trompete       | 08‘     |

| Pedalwerk C– |              |     |
| 30.          | Prinzipal    | 16‘ |
| 31.          | Subbass      | 16‘ |
| 32.          | Oktavbass    | 08‘ |
| 33.          | Gedacktbass  | 08‘ |
| 34.          | Oktave II    | 04‘ |
| 35.          | Hintersatz V |     |
| 36.          | Posaune      | 16‘ |
| 37.          | Basstrompete | 08‘ |